# Подольськ (станція)
Подóльськ — залізнична станція 2-го класу Курського напрямку Московської залізниці залізничної лінії Москва — Харків — Крим у підмосковному місті Подольськ. Станція відноситься до 5-ї тарифної зони і входить до Московсько-Курського центру організації роботи залізничних станцій ДЦС-1 Московської дирекції управління рухом. За основним характером роботи є вантажною.
На станції закінчується чотириколійна дільниця Курського напрямку від станції Любліно-Сортувальне у Москві, далі йде двоколійна дільниця.
На території міста Подольськ також розташовані зупинні пункти Силікатна та Кутузовська.

## Історія
Місто Подольськ сполучено залізницею з Москвою у 1865 році, через будівництво Московсько-Курської залізниці, яка була остаточно добудована 1871 року. Кам'яний міський вокзал, який спочатку планувалось побудувати за 2 км від міста біля села Шепчинкі (нині — один з мікрорайонів Подольська), був побудований за проєктом архітектора М. І. Орлова лише в 1889 році інженером Є. Я. Скорняковим (до цього будівля вокзалу була дерев'яною). Поява залізничного сполучення мала великий вплив на розвиток та економіку міста, відбулося скорочення гужового руху, прокладено шосе від станції до міста, було дано поштовх розвитку промисловості.

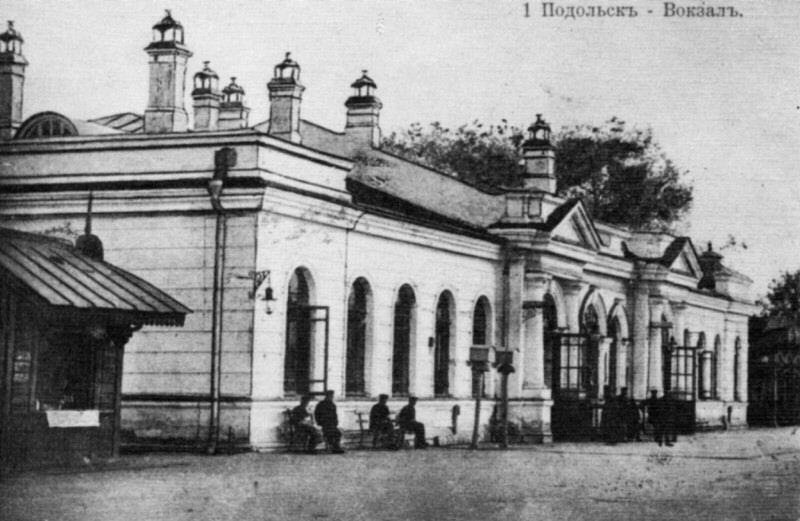
Залізничний вокзал Подольська (1889)
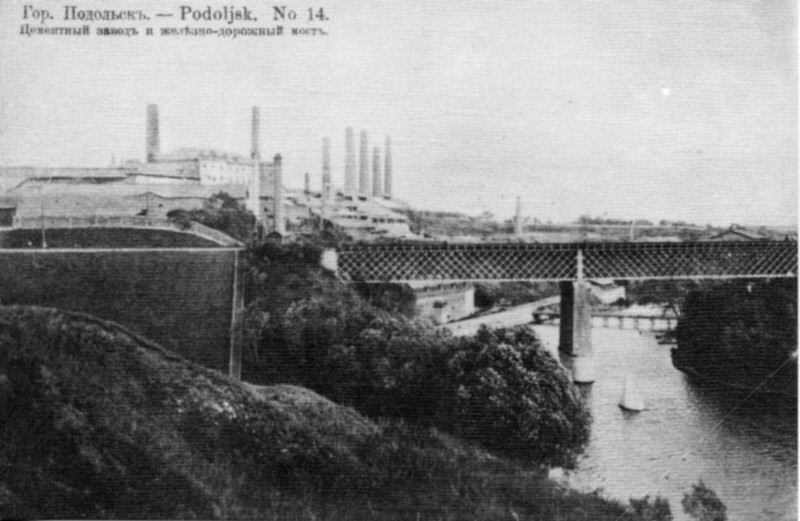
Краєвид на  цемзавод  та залізничний міст (1875)
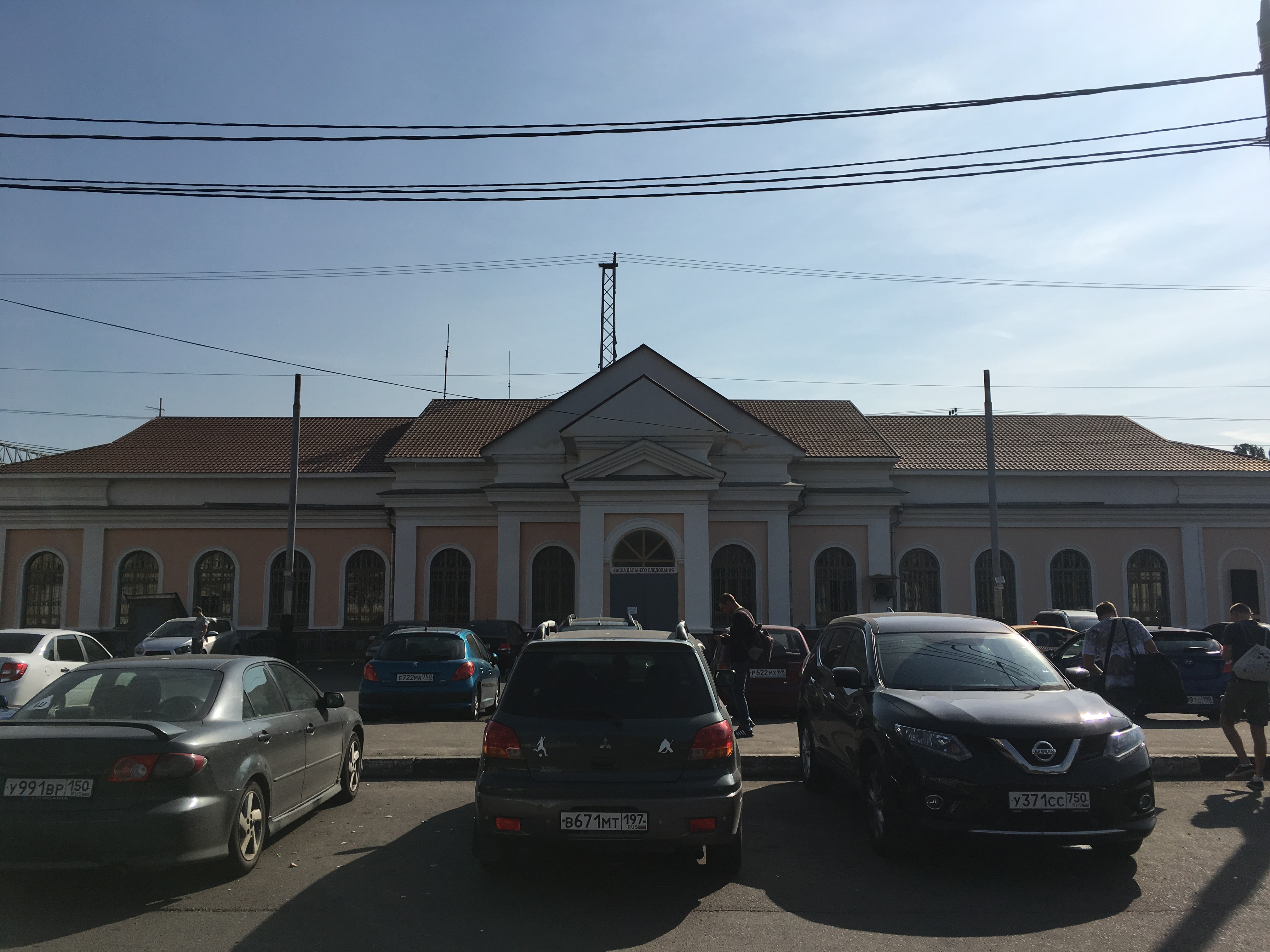
Сучасний залізничний вокзал

## Пасажирське сполучення
На станції Подольськ зупиняються всі приміські електропоїзди, для деяких вона є кінцевою. Час в дорозі від станції Подольськ до станції Царицино (найближча станція, що сполучає з однойменною станцією Московського метрополітену) займає 25—30 хвилин. Поїзди далекого сполучення на станції Подольськ не зупиняються.
Існує пряме безпересадкове сполучення на Смоленське (Білоруське) та Ризьке напрямки. Пасажирське сполучення здійснюється електропоїздами. Безпересадкове сполучення здійснюється (найвіддаленіші пункти):
- на північ:
  - до Москви, Бородіно, Волоколамська, Кубинки, Усово;
  - до станцій Новоієрусалімська, Звенигород, Усово.
- на південь:
  - до станції Тула I-Курська[5].

Для електропоїздів використовуються дві острівні і одна берегова платформи, з'єднані між собою підземними переходами. На платформах встановлені турнікети для проходу пасажирів. Виходи на вулиці: Залізнична, Мармурова, Гайова, Барамзіної і до зупинок автобусів і тролейбусів (маршрути № 1, 2, 5).
Біля залізничної станції на Вокзальній площі розташований автовокзал, від якого відправляються приміські автобуси і маршрутні таксі в Москву до станцій Серпуховсько-Тимірязєвської лінії Московського метрополітену «Південна» (автобус № 407 також здійснює висадку пасажирів біля станцій метро «Празька», «Вулиця Академіка Янгеля», «Анніно») і «Бульвар Дмитра Донського» (автобус № 516). Крім того, існують маршрути, які безпосередньо з'єднують окремі мікрорайони міста з Москвою (автобуси № 406, 413, 426, 435, 446, 462, 507, 520). Від автовокзалу також відправляються автобуси в інші міста Московської області:  (Видне, Домодєдово, Климовськ, Троїцьк, Чехов, Щербинку тощо), селища та села Подольського міського округу Московської області.

## Галерея

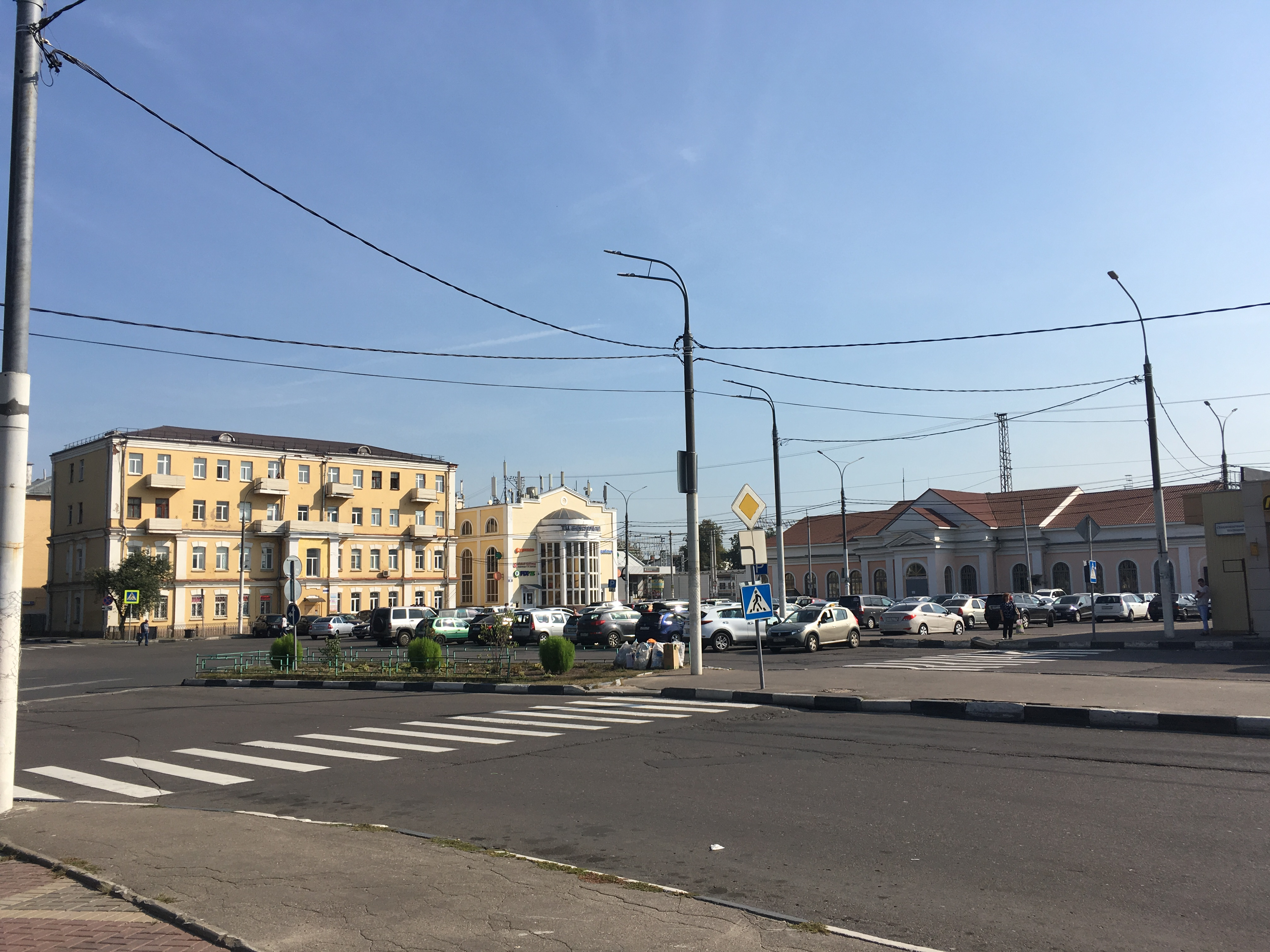
Привокзальна площа
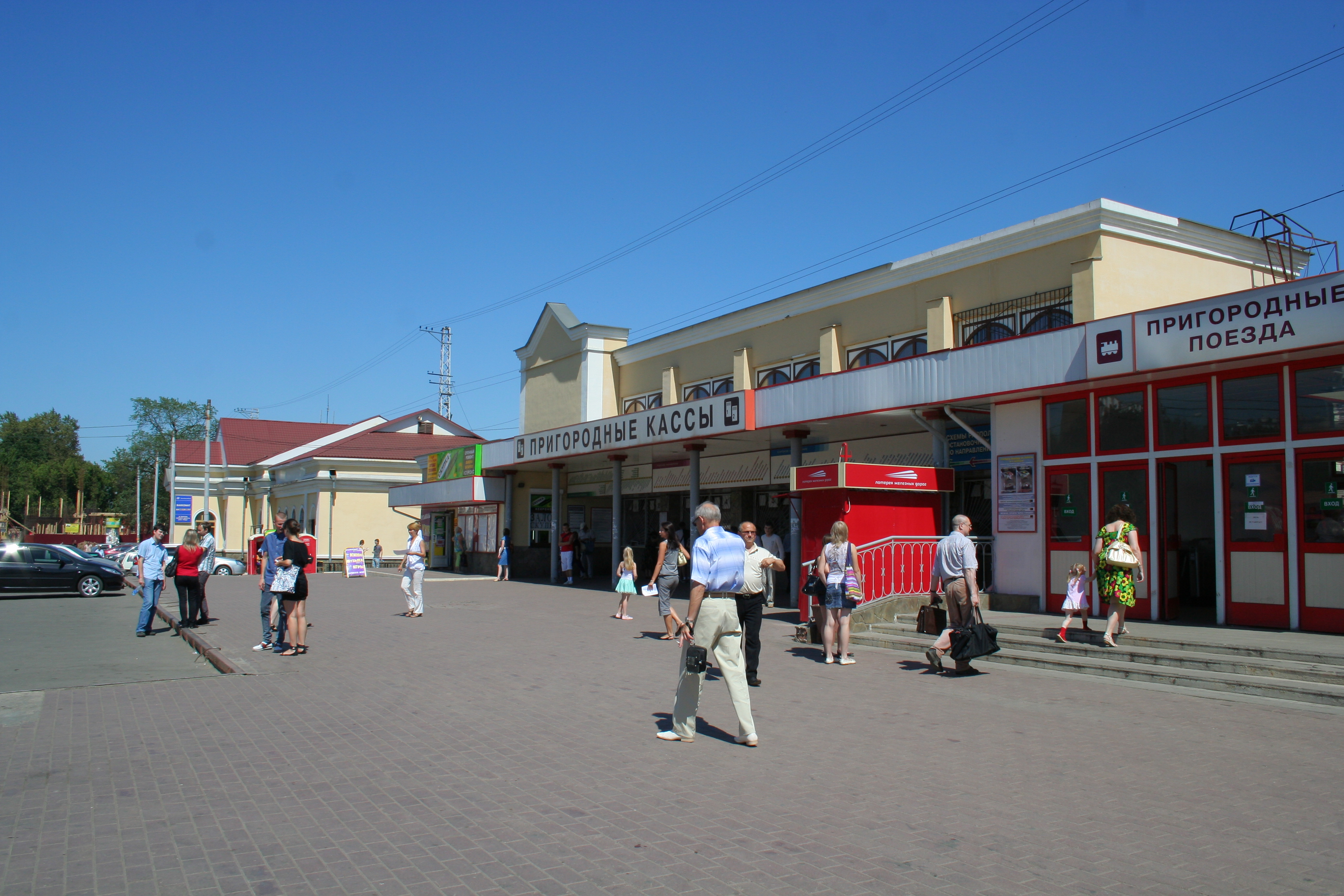
Приміські каси
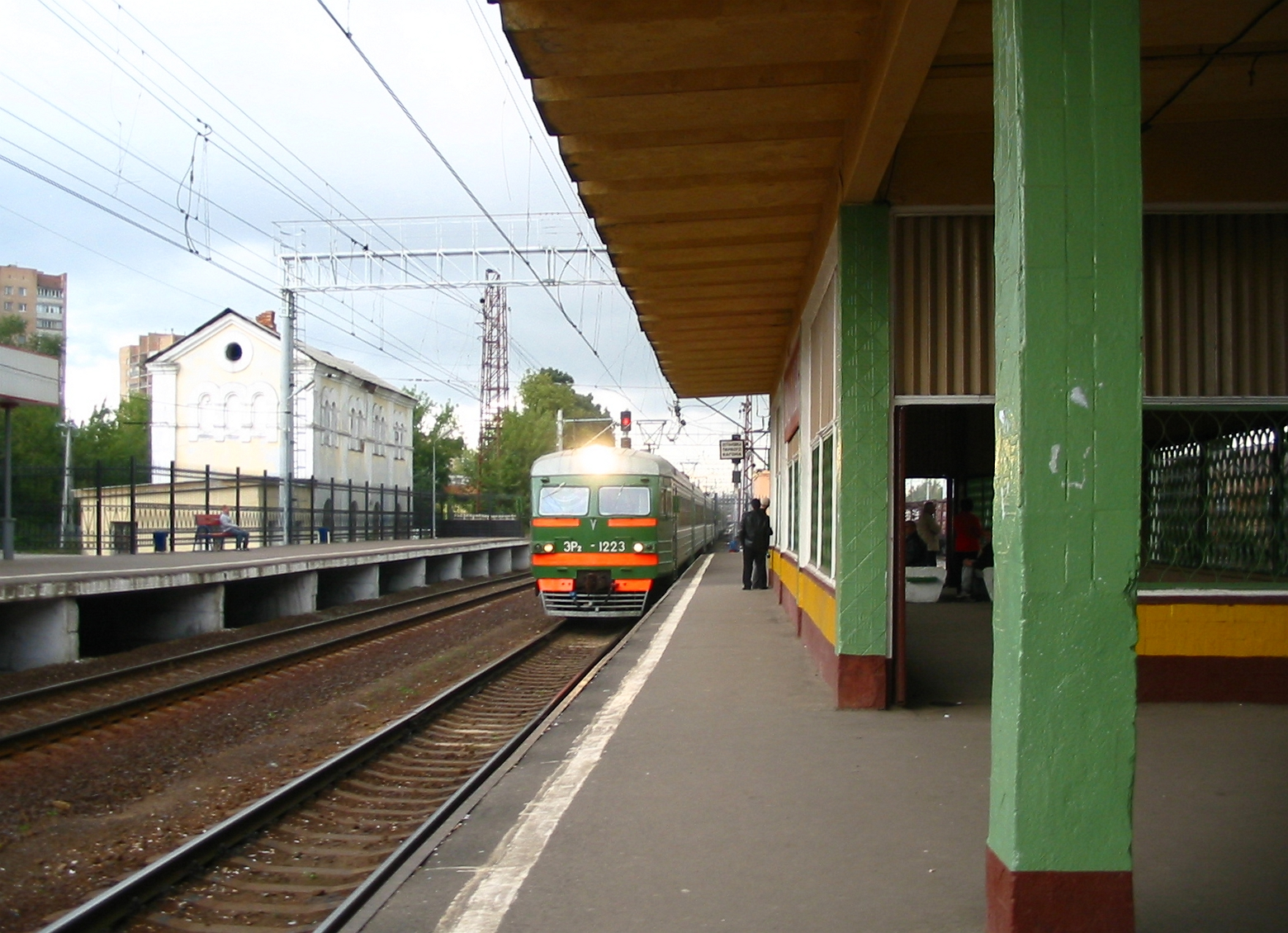
Платформи станції